# Agrostis moldavica
Agrostis moldavica é uma espécie de gramínea do gênero Agrostis, pertencente à família Poaceae.